# Коломацьке газоконденсатне родовище
Коломацьке газоконденсатне родовище — належить до Рябухинсько-Північно-Голубівського газоносного району Східного нафтогазоносного регіону України.

## Опис
Розташоване в Харківській області на відстані 10 км від м. Валки.
Знаходиться в південно-східній частині приосьової зони Дніпровсько-Донецької западини.
Підняття виявлене в 1952 р. У кайнозойських відкладах по підошві мергелів київської світи структура є великою пологою брахіантикліналлю північно-східного простягання, у мезозойських відкладах це аналогічна складка розмірами по ізогіпсі — 800 м 10,0х24,0 м, амплітуда 40 м.
Структура розчленована на блоки поздовжніми та поперечними скидами амплітудою до 200 м. Перший промисл. приплив газу та конденсату отримано з інт. 5455-5467 м у 1990 р.
Поклад пластовий, склепінчастий, тектонічно екранований. Режим покладу газовий. Запаси початкові видобувні категорій А+В+С1: газу — 500 млн. м³.